# Keppel (westfälisches Adelsgeschlecht)

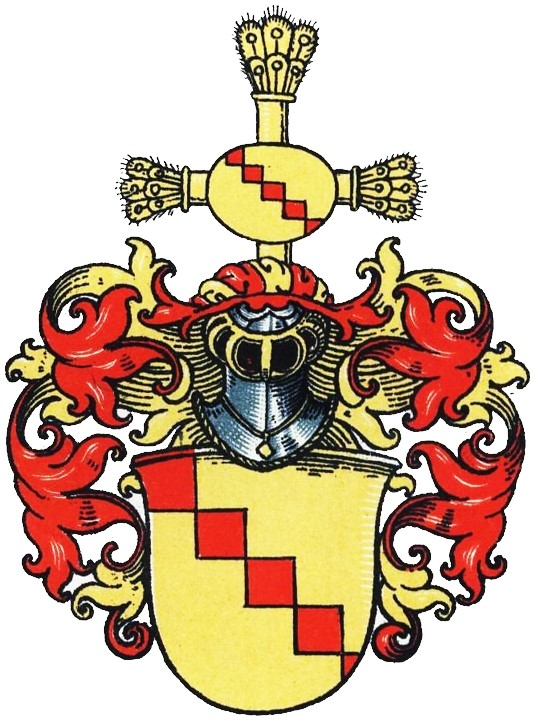
Wappen derer von Keppel

Die Herren von Keppel waren ein westfälisches Adelsgeschlecht.
Die hier behandelten Herren von Keppel sind von den niederländisch-westfälischen Herren von Keppel zu Burg Keppel zu unterscheiden.

## Geschichte
Das Geschlecht stellte Burgmänner auf Burg Nienborg in Nienborg, einem Dorf in der Gemeinde Heek im westlichen Münsterland. Die Familie soll mit denen von Langen, die das gleiche Wappen führten, eines Stammes sein.
Die Herren von Keppel war insbesondere im Münsterland begütert, u. a. Blick (urkundl. 1579) im Kirchspiel Wüllen sowie Kiskamp im Kirchspiel Wessum, beide Kreis Ahaus. 1475 wurde Ritter Gert von Keppel nach dem Tod von Goswin Reck vom Herzog von Kleve mit dem Hof Gahlen und dem klevischen Erbmarschallamt belehnt. Gert von Keppel war ein Sohn von Hermann von Keppel und Margaretha von Merveldt, Erbtochter des Hermann von Merveldt zu Haus Weddern. Ein Bruder Hermanns, Heinrich von Keppel, war Domherr und Offizial in Münster.
Das Geschlecht erlosch im Mannesstamm dem Tod von Heidenreich Ludwig Otto von Keppel am 16. August 1727.

## Persönlichkeiten
- Friedrich von Keppel († 1566), Domherr in Münster
- Heinrich von Keppel, Vizedominus und Domherr in Münster
- Hermann von Keppel (Keppele), 1417 Amtmann zu Dülmen
- Hermann von Keppel, Domherr und Domscholaster in Münster
- Johann von Keppel († 1586), Domherr in Münster

## Wappen
Blasonierung: In Gold 4 oder 5 schrägbalkenförmig gestellte rote Wecken. Auf dem rot-golden bewulsteten Helm ein ovales goldenes Schirmbrett mit der Weckenreihe, vor einem goldenen Kreuz, dessen Enden oben und seitwärts mit goldenen Pfauenfedern in zwei Reihen besteckt sind. Die Helmdecken sind rot-golden.
Der oben genannte Gert von Keppel führte ein Wappen, das die Wappen seiner Eltern, d. h. das Keppel´sche und das Merveldt´sche Wappen, vereinte.